# Plant, Soil and Environment
Plant, Soil and Environment is een internationaal, aan collegiale toetsing onderworpen open access wetenschappelijk tijdschrift op het gebied van de landbouwkunde. De naam wordt in literatuurverwijzingen meestal afgekort tot Plant. Soil Environ. Het wordt uitgegeven door de Poolse Academie van Wetenschappen en verschijnt maandelijks. Het eerste nummer verscheen in 2002.